# Manfred Dimde
Manfred Dimde (* 10. Juni 1941 in Posen; † 4. Dezember 2022 in Marl) war ein deutscher Publizist und Nostradamusforscher.

## Leben und Wirken
Manfred Dimde beschäftigte sich schwerpunktmäßig mit den Schriften des Nostradamus. Nach ersten Publikationen in den 1980er-Jahren hierzu setzte er die Veröffentlichungen in dem jährlich erscheinenden Nostradamus-Jahrbuch fort. Für seine Entschlüsselungen stützt er sich eigenem Bekunden zufolge auf in Geheimgesellschaften verwandte Dekodierungsmethoden. Wie Volker Guiard zeigte, gibt er dabei allerdings weder Quellen für seine Methoden an, noch leitet er diese Methoden verständlich her; zudem sei die Willkürlichkeit der Methode so groß, dass immer „sinnvolle“ Ergebnisse erzielt werden könnten.
Da Nostradamus Dimde zufolge auch Templer und Papst der Katharer gewesen sei, publizierte er auch zur Gralsforschung.
Insgesamt zielte er bei seinen Interpretationen sehr in die religiöse Richtung; daneben schloss er sich auch oft aktuellen geopolitischen und militärstrategischen Überlegungen der USA an.
Des Weiteren wandte er sich in den 1990er-Jahren der „Entschlüsselung“ von literarischen und musikalischen Werken zu. Goethes Faust sei mit einem komplizierten Code eine Musikuntermalung eingewoben. Die von Dimde rekonstruierte Musik steht freilich zum angekündigten „eigenartigem Zauber“ im gleichen Widerspruch wie das Jugend-Sinfonieorchester Recklinghausen, das die beigelegte CD einspielte, zum im Klappentext versprochenen „renommierten Symphonieorchester“.
2002 gründete er gemeinsam mit der Musikwissenschaftlerin Sebnem Yavuz das Institut für Gregorianik-Forschung. Ihren Thesen zufolge seien die bislang „gregorianisch“ genannten Gesänge in Wirklichkeit auf Boethius zurückzuführen, der auch die Hagia Sophia als idealen Aufführungsort seiner Gesänge entworfen habe. Trotz Versuchen der katholischen Kirche, diese Gesänge zu unterdrücken, sei es Karl dem Großen gelungen, wenigstens einen Teil dieser Gesänge der Vergessenheit zu entreißen. Diese Gesänge hätten zudem bereits mit Obertongesang gearbeitet.

## Werke
- Nostradamus entschlüsselt. Neueste Prophezeiungen – die wahre Dokumentation der Zukunft Johanna Bohmeier Verlag, Bergen an der Dumme 1987, ISBN 3-89094-110-9.
- Die Weissagungen des Nostradamus, neu entschlüsselt. Goldmann, München 1991, ISBN 3-442-12166-3.
- Die Prophezeiungen des Nostradamus zur Jahrtausendwende – Enthüllungen eines neuen Zeitalters. Goldmann, München 1993, ISBN 3-442-12202-3.
- Nostradamus – Das apokalyptische Jahrzehnt. Was uns zwischen 1994 und 2004 erwartet. Heyne, München 1993, ISBN 3-453-06513-1.
- Goethes geheimes Vermächtnis. Die Botschaften im „Faust“ entschlüsselt. Bettendorf, Essen 1995, DNB 945327234.
- Der Nostradamus-Report. Prophezeiungen, Geheimnisse, Analysen. 2 Bände. Goldmann, München 1995–1996, DNB 018398030.
- Nostradamus total. Seine letzten Geheimnisse entschlüsselt  Heyne, München 1996, ISBN 3-453-09150-7.
- Die Heilkraft der Pyramiden. Die Geheimnisse der altägyptischen Priester und Heiler. mvg, Landsberg am Lech 1997, ISBN 3-478-71800-7.
- Die Heilkraft der Kirchen. mvg, Landsberg am Lech 1998, ISBN 3-478-72200-4.
- Die Johannes-Verschwörung. Der Kampf um die Nachfolge Jesu. Knaur, München 1998, ISBN 3-426-27104-4.
- Nostradamus. Prophezeiungen für das 21. Jahrhundert. Falken, Niedernhausen 1999, ISBN 3-635-60437-2.
- Paranormal. Aus der Welt des Unmöglichen. Heyne, München 1999, ISBN 3-453-14861-4.
- Das Siegel des Nostradamus. Seine Weissagungen vom Jahr 2000 bis zum Weltuntergang. Knaur, München 1999, ISBN 3-426-27105-2.
- PSI-Jahrbuch. Neues aus der Welt des Übersinnlichen. 2 Bände. Knaur, München 1999–2000, DNB 020765282.
- PSI-Akteure. Knaur, München 2001, ISBN 978-3-426-77467-0.
- Nostradamus neu gedeutet. Prophezeiungen für das 21. Jahrhundert. Falken, Niedernhausen 2001, ISBN 978-3-635-60661-8.
- Schriften zur Gregorianikforschung. Teil 1. Ars Gregoriana, Köln 2002, ISBN 978-3-936293-00-5.
- Die vierte Pyramide. Dem Geheimnis von Gizeh auf der Spur. Knaur, München 2002, ISBN 978-3-426-27106-3.
- Nostradamus. Das Handbuch des Weltschicksals. Knaur, München 2003, ISBN 978-3-426-27107-0.
- Das Nostradamus-Handbuch. Die letzten Geheimnisse: Texte, Methoden, Deutungen. Langen Müller, München 2003, ISBN 978-3-7844-2926-7.
- mit Horst Bergmann: Der Astro-Code des Nostradamus. Knaur, München 2004, ISBN 978-3-426-77729-9.
- Apokalypse 2011 – Die Vision des Nostradamus. Knaur, München 2006, ISBN 978-3-426-77899-9.
- Nostradamus 2010. Der Schlüssel zur Zukunft. Knaur, München 2009, ISBN 978-3-426-78252-1.
- Nostradamus 2011. Der Schlüssel zur Zukunft. Knaur, München 2010, ISBN 978-3-426-78365-8.
- Nostradamus 2012. Der Schlüssel zur Zukunft. Knaur, München 2011, ISBN 978-3-426-78442-6.
- Nostradamus – Die dritte Prophezeiung. Seine Weissagungen für die Weltschicksalsjahre 2011–2014. Knaur, München 2011, ISBN 978-3-426-78320-7.
- Nostradamus 2013. Der Schlüssel zur Zukunft. Knaur, München 2012, ISBN 978-3-426-78529-4.
- Nostradamus 2014. Der Schlüssel zur Zukunft. Knaur, München 2013, ISBN 978-3-426-78601-7.